# Bataille de Boroughbridge
Guerre des Despenser
Batailles
La bataille de Boroughbridge a opposé le 16 mars 1322 les barons rebelles au roi Édouard II d'Angleterre, près de Boroughbridge, au nord-ouest de York. Point culminant de l'antagonisme opposant le souverain anglais à son vassal le plus puissant, le comte de Lancastre, elle se solda par la défaite du rebelle et son exécution. Le roi Édouard put ainsi réaffirmer son autorité, et conserver le pouvoir pour cinq années encore.
Sans vraiment s'inscrire dans les Guerres d'indépendance de l'Écosse, cette bataille est marquante dans l'histoire militaire par l'emploi dans une guerre civile anglaise des tactiques apprises dans les guerres avec l'Écosse : emploi à grande échelle des fantassins plutôt que de la cavalerie, mais aussi utilisation massive de l'arc long anglais ; elle préfigure les victoires anglaises de la guerre de Cent Ans.

## Contexte

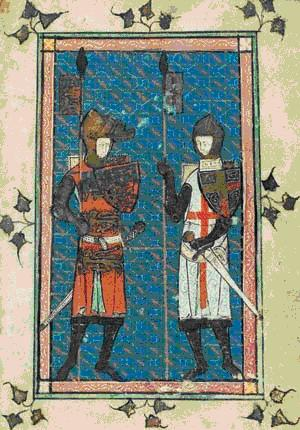
Enluminure représentant Thomas de Lancastre (à gauche) avec saint George.

Édouard II était un roi faible et sans talent, dont le règne est marqué par plusieurs défaites et des guerres intestines. Plusieurs barons finirent par se soulever contre lui, sous la bannière de Thomas Plantagenêt, comte de Lancastre. Lancastre, un cousin du roi Édouard, était aussi le comte le plus riche du pays. Par diverses initiatives restées sous le nom d’ordonnances de 1311, Lancastre et ses alliés avaient tenté de limiter l'autorité royale, mais à la fin des années 1310, Édouard avait repris en main le gouvernement. Mais la situation se dégrada de nouveau avec les faveurs éhontées que le roi accordait ostensiblement à ses favoris, Hugh Despenser et son père le comte de Winchester. En 1319, le roi et le comte de Lancastre se querellèrent à la suite d’une campagne militaire ratée contre l'Écosse. L'année suivante, Lancastre refusa de rejoindre une session du Parlement convoquée par le roi ; de son côté, Édouard obtint du pape une dispense de son serment relatif aux « Ordonnances ».
Entretemps, une querelle d'héritage avait éclaté dans les Marches galloises : elle opposait les Despensers, favoris du roi, et certains lords des Marches, dont le comte Humphrey de Bohun. Lancastre prit contact avec les seigneurs des marches et en 1321, il rassembla deux fois les barons, d'abord dans son château de Pontefract (en mars), puis à Sherburn-in-Elmet (en juin). Il s'y trouvait des seigneurs du Nord et des Marches, ainsi que les vassaux de Lancastre ; mais ceux du Nord ne proposèrent pas grand-chose. La rébellion, avec la menace de guerre civile, contraignit le roi à exiler le jeune Despenser, mais il le rappela à la cour quelques semaines plus tard. Édouard prit alors l'initiative et marcha vers le Nord. Lancastre rassembla une dernière fois les barons à Doncaster en novembre, et fit alliance avec Robert Ier d'Écosse pour renforcer sa pression sur le roi. En janvier 1322, Édouard passa la Severn, et obtint la soumission de plusieurs seigneurs des marches, tandis que Lancastre attendait passivement. Alors le partisan le plus fidèle du comte, Robert de Holland, passa au roi, et lorsque l'armée royale en vint à passer la Trent, Lancastre dut s'enfuir vers le nord. Le 16 mars Lancastre et son armée avaient atteint Boroughbridge sur l'Ure lorsqu'ils se trouvèrent face aux troupes d'Andrew Harclay, un vétéran des guerres d'Écosse, qui avait rallié les recrues des comtés de Cumberland et de Westmorland.

## La bataille

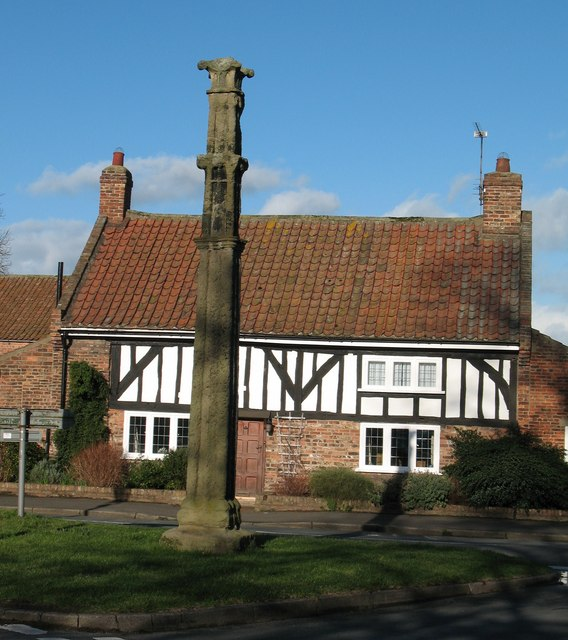
La croix commémorant la bataille de Boroughbridge, déplacée à cet emplacement en 1852.

Donc, lorsque Lancastre arriva à Boroughbridge, Harclay avait déjà pris possession du pont franchissant la rivière. Les troupes rebelles ne comptaient sans doute pas plus de 700 chevaliers et hommes d'arme, opposés aux 4 000 fantassins de l'armée royale,. Lancastre essaya d'abord de parlementer, mais Harclay resta inflexible. Faute de pouvoir passer la rivière à un autre endroit, et compte tenu de l'arrivée inéluctable de l'armée du roi venant du sud, les rebelles durent se résoudre au combat, qui d'ailleurs fut de courte durée et dépourvu de suspense.
Harclay avait déployé ses hommes à l'extrémité nord du pont. Quelques contingents étaient commis à la garde d'un gué voisin, dont les sources d'époque ne spécifient pas clairement l'emplacement. Les piquiers étaient déployés en formation schiltron, une tactique apprise des combattants écossais, qui montra toute son efficacité contre la cavalerie. Les rebelles se divisèrent en deux colonnes : la première, commandée par Hereford et Roger de Clifford, marcha vers le pont ; l'autre, commandée par Lancastre, essaya de forcer le passage du gué. Selon la description donnée par la chronique de Brut, Hereford mourut empalé par un piquier caché sous le pont,. Clifford fut lui aussi blessé à mort, et la première colonne prit la fuite. Le corps du comte de Lancastre ne fit guère mieux ; sa cavalerie fut décimée par une volée de flèches avant même d'avoir pu atteindre le gué, et dut se replier : il s'agit là d'un des premiers succès (si ce n'est le premier succès) de l’arc long anglais face à la  cavalerie ; cette tactique jouera un rôle essentiel dans les futurs succès militaires anglais Outre-Manche.
Lancastre négocia une trève avec le comte de Harclay, et se retira en ville. Dans la nuit, une bonne partie de ses partisans désertèrent. Le lendemain, le shérif de York avait rallié Harclay avec l'armée du Sud. Le comte de Lancastre, encerclé et écrasé numériquement, se rendit à Harclay.

## Conséquences

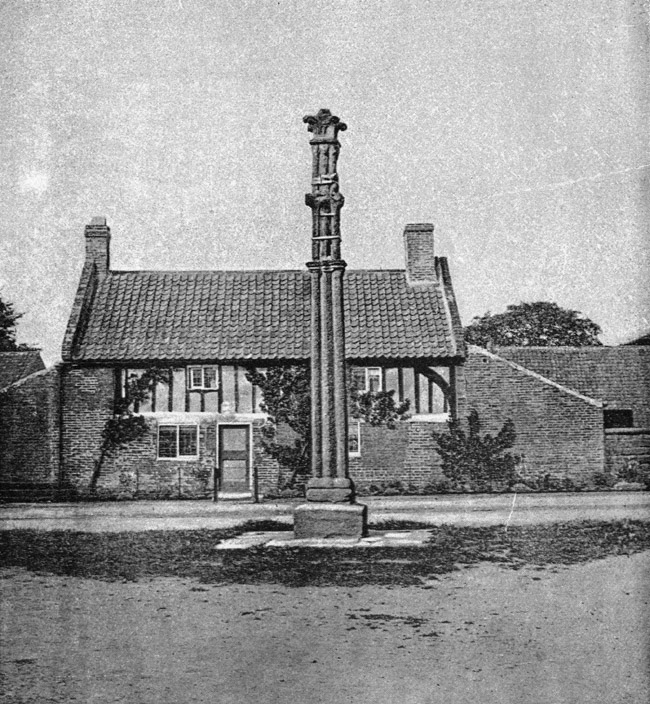
Monument commémoratif de la bataille de Boroughbridge dans les environs d'Aldborough.

Thomas de Lancastre fut mené au château de Pontefract, qui était tombé aux mains du roi. Là, il subit une parodie de  procès, et (devant un parterre de comtes et de barons) condamné à mort. Le 22 mars 1322, il fut extrait du château et décapité devant une foule moqueuse. Dans les années qui suivirent, il se développa un culte autour de la personne du défunt comte, adoré comme un martyr, et peut-être même comme un saint. De son vivant, Lancastre n'avait fait preuve ni de piété, ni de dons particuliers, de sorte qu'on a interprété ce culte comme une réaction au gouvernement inepte et tyrannique d'Édouard II,.
On exécuta aussi quelque trente partisans de Lancastre, dont Clifford et le baron John Mowbray,. Quant à Robert Holland, sa défection le sauva de la hache, mais son alliance passée avec Lancastre le rendait suspect aux yeux du roi, et il fut jeté dans un cachot, où il resta jusqu'en 1327. L'année suivante, il fut assassiné, peut-être sur ordre d'Henri de Lancastre, le frère et héritier de Thomas.
Andrew Harclay fut généreusement récompensé pour ses prouesses et sa loyauté à Boroughbridge. Le 25 mars il fut élevé au rang de comte de Carlisle, et se vit promettre des terres d'une rente annuelle de 1000 marks. Pourtant Harclay, qui avait repoussé l'offre de Lancastre de se joindre à la rébellion, n'était pas un chaud partisan du roi. Gardien des Marches d'Écosse, il était de plus en plus dépité de l'indolence du roi Édouard, et finit par négocier une paix avec les Écossais. Il se rendait par là coupable de trahison, et au début de 1323, la garde royale vint l'arrêter, et selon la coutume, il fut pendu et écartelé.

La dépendance d'Édouard II vis-à-vis des Despensers n'en fut que plus grande, et leurs frasques se multiplièrent. En 1327, la reine Isabelle, aidée par son amant Roger Mortimer, monta un complot contre le monarque ; Édouard II fut déposé et son fils, Édouard III, monta sur le trône. 